# 홍성칠
홍성칠(1980년 10월 24일 ~ )은 대한민국의 양궁 선수이다.

## 생애
1999년 유럽 그랑프리 양궁 대회 남자 단체전 1위, 개인전 2위. 1999년 세계 양궁 선수권 대회 남자 개인전 금메달. 2009년 제27회 대통령기 전국 남여 양궁 대회 남자 일반부 단체전 1위.

## 소속팀
- 대구중구청